# Autoroute M6 (Grande-Bretagne)
Pour les articles homonymes, voir M6 (homonymie).
L'autoroute M6 est l'autoroute la plus longue du Royaume-Uni (365 km) et l'une des plus fréquentées.
Elle commence près de Rugby et passe à proximité de Coventry, Birmingham, Stoke-on-Trent, Warrington, Manchester et Preston. Elle côtoie le Lake District et termine sa course à Carlisle, non loin de la frontière écossaise.